# Jean Gounot
Pour les personnes ayant le même patronyme, voir Gounot.

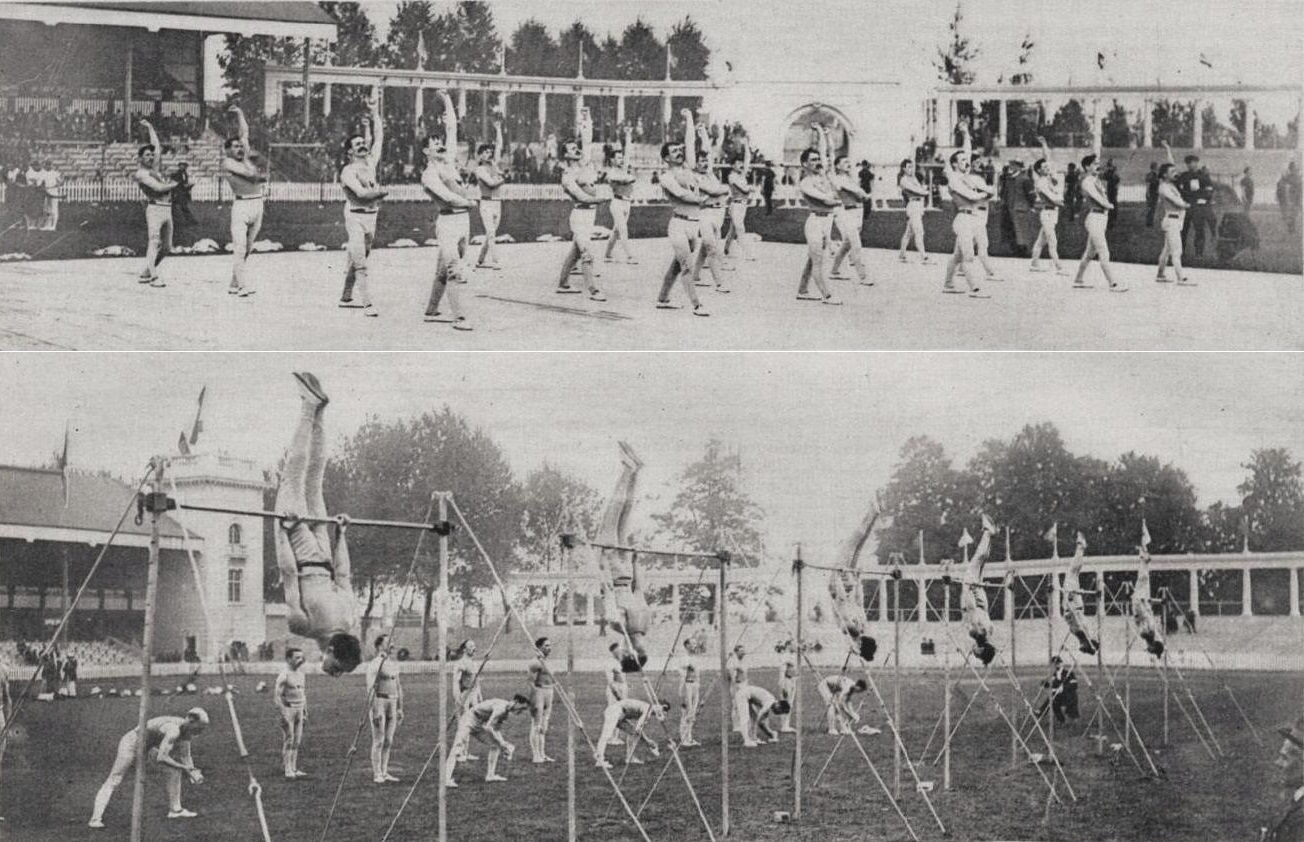
L'équipe française de gymnastique,
sans ou avec agrès,
troisième aux JO d'Anvers en 1920.

Jean Gounot (9 avril 1894 – 16 janvier 1978) est un gymnaste français et médaillé olympique.

## Biographie
Jean Gounot participe aux Jeux olympiques de 1920 à Anvers, où il reçoit une médaille de bronze au concours général.
Aux Jeux olympiques de 1924 à Paris, il reçoit une médaille d'argent au saut de côté et une médaille d'argent au concours général par équipes.
La médaille de bronze de Benoît Caranobe aux Jeux olympiques de 2008 est la médaille de concours général suivante pour la France.

## Palmarès

### Jeux olympiques
- Anvers 1920
  -  médaille de bronze au concours général individuel
- Paris 1924
  -  médaille d'argent au saut de côté
  -  médaille d'argent par équipes
- Amsterdam 1928
  - 4e par équipes[1]

### Championnats du monde
- Ljubljana 1922
  -  médaille de bronze au concours par équipes
- Lyon 1926
  -  médaille de bronze au concours par équipes
- Lyon 1930
  -  médaille d'argent au concours par équipes

## Hommages

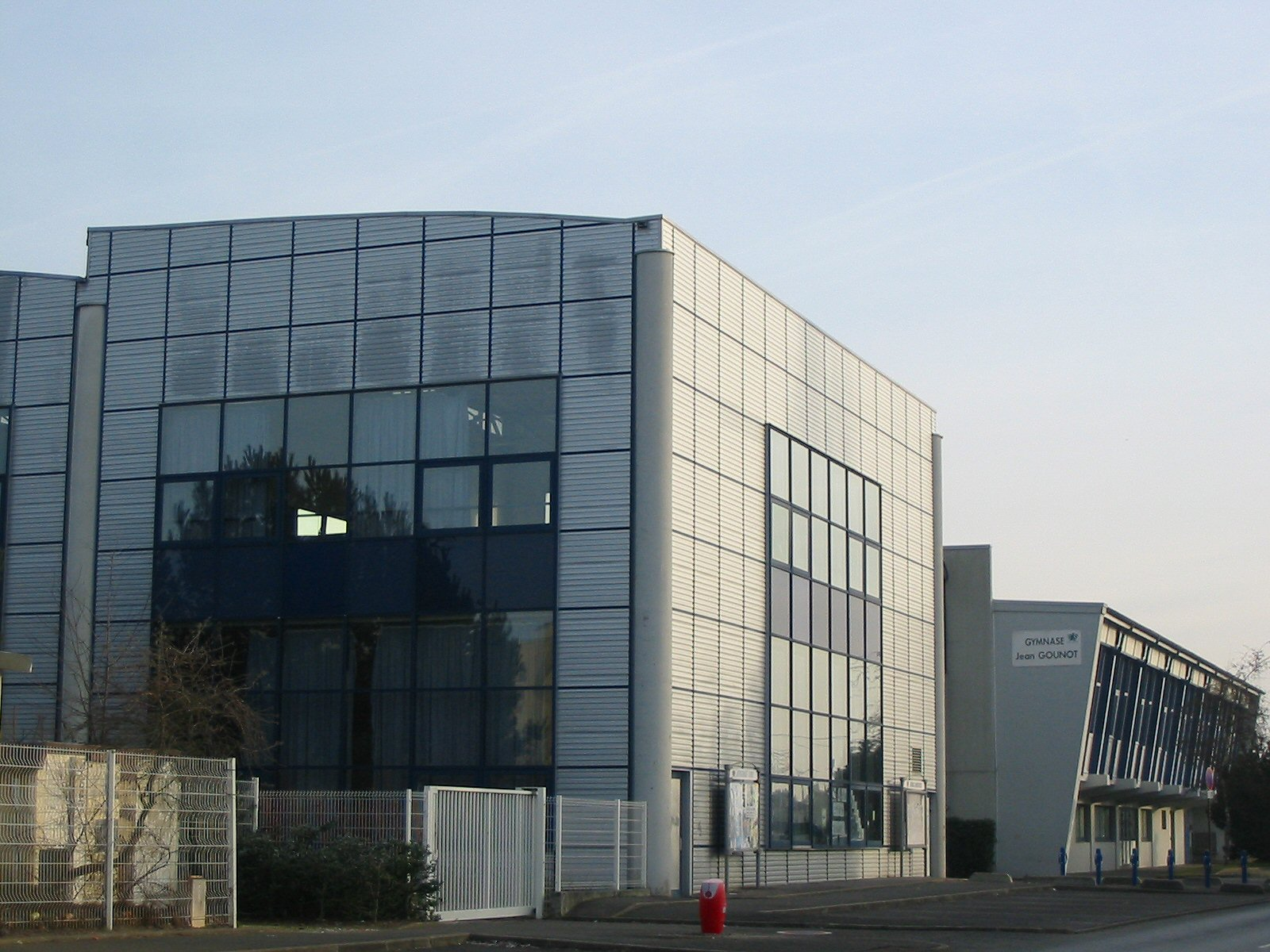
Le gymnase Jean Gounot.

- Lors des Grenoble 1968 il est l'un des porteurs de la flamme[1].
- Depuis 1977 un gymnase porte son nom à Brunoy où il a vécu et où il repose[1].